# Henri Lefèvre
Pour les articles homonymes, voir Lefèvre.
Henri Alexandre Lefèvre est un économiste français, né le 2 février 1827 à Châteaudun et mort le 19 mai 1885 à Paris 17e en son domicile conjugal, 110 avenue de Villiers.

## Biographie
Henri Lefèvre est le fils de Philibert Lefèvre (1791-1851), conducteur des Ponts et Chaussées du département d'Eure-et-Loir.
Licencié es-sciences, membre de la société des actuaires français, il revendique la première utilisation de graphiques pour optimiser la spéculation boursière.

## Publications
- Rapport présenté par M. Henri Lefèvre sur la création de la marque de farine première-Reims à l'assemblée générale des négociants, meuniers et boulangers tenue le 7 mai 1867 à Reims... Éditeur impr. de P. Dubois, 11 pages.

- Études d'économie politique à l'École nationale des ponts et chaussées. Annexes à la candidature de M. H. Lefèvre (de Châteaudun). Physiologie et mécanique sociale. Fonctions de circulation : la Bourse. 1er et 2e fascicule, éditeur Gauthier-Villars, Paris, 1873, 2 brochures In-8°, 80 P., 1 pl.h.t., 35 fig.

## Sources
- L'universitaire Franck Jovanovic publie sur lui en 2002 le seul article de référence qui existe en langue française dans la Revue d'Histoire des Sciences Humaines[1].

Il a publié également une version en anglais "Henri Lefèvre’s graphical representation of Financial operations" dans le livre : "Pioneers of Financial Economics : Contributions Prior to Irving Fisher"  Author(s) : Poitras, Geoffrey.
- Article du Temps du 22 mai 1885 qui publie sa nécrologie [3],[Note 2] :

« ...II avait été secrétaire particulier de feu M. le baron James de Rothschild. Initié, dans ces fonctions, à tous les secrets de la science financière, rompu à toutes les difficultés de la pratique, doué d'une merveilleuse puissance de synthèse, il sentit que, en dépit de leurs combinaisons presque infinies et du hasard qui semble seul les gouverner, les échanges commerciaux du monde, les règlements de comptes qui en résultent, le va-et-vient des marchandises, des espèces métalliques et du papier, obéissent, en réalité, à des lois d'une simplicité admirable. Il conçut le projet de les dégager...
Trois livres de premier ordre en sont sortis le Change et la Banque, où, pour la première fois en France, toute la théorie et, du même coup, toute la pratique des changes ont été exposées d'une façon scientifique ; la Comptabilité, théorie, pratique et enseignement, œuvre absolument sans précédent, et qui devrait servir de guide dans toutes nos écoles de commerce ; enfin, le Commerce, théorie, pratique et enseignement, suivi du Dictionnaire du Commerçant, traité des plus remarquables, tout rempli de vues neuves et d'observations fécondes...
Henri Lefèvre a publié bien d'autres études dans lesquelles se retrouve son talent exceptionnel d'observateur et de généralisateur ; nous rappellerons notamment son Traité pratique du commerce des céréales en France et à l'étranger. »

- Bulletin de la Société d'encouragement pour l'industrie nationale, 1882[4].

- La Bourse, la spéculation et l'agiotage par Léon Walras, 1880, in Bibliothèque universelle et Revue suisse, 85e année, troisième période, tome V, page 459, publié à Lausanne, cf [5].

« La nature des opérations de bourse n'avait jamais été expliquée, que nous sachions, d'une façon qui fut abordable au public non initié, en même temps que complète et rigoureuse, avant que M. H. Lefèvre (de Châteaudun), ancien secrétaire particulier de feu M. le baron James de Rothschild, ne l'exposât dans divers ouvrages parus en 1870 et qu'il a résumés dans trois articles publiés sous le titre de Physiologie et mécanique sociales - Fonction de circulation - La bourse - dans le Journal des actuaires français de juillet et octobre 1873 et de janvier 1874. La clarté et la supériorité de cette étude tiennent essentiellement à ce que l'auteur a représenté graphiquement les opérations de bourse dont la combinaison et l'enchevêtrement demeurent insaisissables à l'esprit sans cette méthode lumineuse... »